# Піла (Куявсько-Поморське воєводство)
Піла (пол. Piła) — село в Польщі, у гміні Ґостицин Тухольського повіту Куявсько-Поморського воєводства.